# 倭系百済官僚
倭系百済官僚（わけいくだらかんりょう）は、日本人（倭人）であるが、百済王権に仕えた百済官僚。日系百済官僚という用語も使われている。

## 概要
倭系百済官僚の出現時期は、欽明朝から敏達朝（540年代から580年代）になる。倭系百済官僚の父親（倭人）が朝鮮に赴き活動した時期は倭系百済官僚活動の一世代前であるため、倭国では継体朝、百済では武寧王代になる。倭系百済官僚の父親の朝鮮移動が6世紀初頭に活発化していることは疑いなく、起点は475年の漢城百済の崩壊であり、百済復興のために倭国も積極的に介入を試みており、この過程で倭国の公的使者のみならず、倭国豪族の非公的な朝鮮移動が推定される。倭系百済官僚の父親の朝鮮滞在期間は、長期、短期、永住など様々であろうが、滞在中に生した子が成長して百済に仕えたのが倭系百済官僚といえる。

## 考証
笠井倭人は、「日系百済官僚起用の意義は…百済の南下体制を強化しようとする所にあった」「百済の対倭関係外交が最も緊要度を強めたとき、百済の期待をになって起用され、…両国の懸橋的存在として活躍した」と指摘しており、高句麗の圧迫による百済南遷に際し、朝鮮半島南部へ進出を進めた過程で倭国との連携の必要性を認めて倭人を官僚として採用したと理解している。田中史生は、「複数王権と多重に結合する人々」「王権外交をその現場において担うことを期待されていた」と指摘しており、百済は南遷にあたって勢力回復のために南進政策を推進したが、そのためには倭国との外交的協調が必要であったため、倭人を官僚として起用したが、倭人は倭王権とも結合したままであり、その両属性によって外交現場において日本・百済間の利害を調整した、となる。
金起燮は、百済の対中国外交に携わった人物の多くが中国系百済人（張威、張茂、高達、会邁、慕遺、楊茂、王茂、張塞、陳明、王辯那、王孝隣、燕文進）だったように、百済が倭系百済官僚に期待したのがヤマト王権の対百済軍事援助を主とする対倭関係の橋渡しだったため、対倭国外交に倭系外交官を登用した、と指摘している。

## 人物
| - 穂積押山 - 斯那奴阿比多 - 紀弥麻沙 - 物部麻奇牟 - 斯那奴次酒 | - 物部用歌多 - 許勢哥麻 - 物部哥非 - 科野新羅 - 物部烏 | - 日羅 - 既酒臣 - 印支弥 - 吉備臣 - 河内直 | - 日佐分屋 - 河内部阿斯比多 - 有至臣 |

### 『日本書紀』以外に見える倭系百済人
『日本書紀』以外にも倭人の末裔と見られる百済人が複数見られる。
『続日本紀』には、百済からの渡来人に賜姓した記事が複数見られるが、その中に
- 物部射園連を賜った物部用善
- 久米連を賜った久米奈保麻呂
- 羽林連を賜った都能兄麻呂（都怒国造の末裔か）
- 坂原連を賜った竹志麻呂（筑紫国造の末裔か）

がおり、倭人の末裔であると考えられる。なお、『大日本古文書』所収の正倉院文書「西南角領解」には摂津職百済郡南部郷戸主正六位下竹志麻呂と戸口の竹志浄道が見える。また、『新撰姓氏録』河内諸蕃には佐々良連の始祖として「久米都彦」が見え、久米奈保麻呂の同族であると考えられる。